# Cừu Ouessant

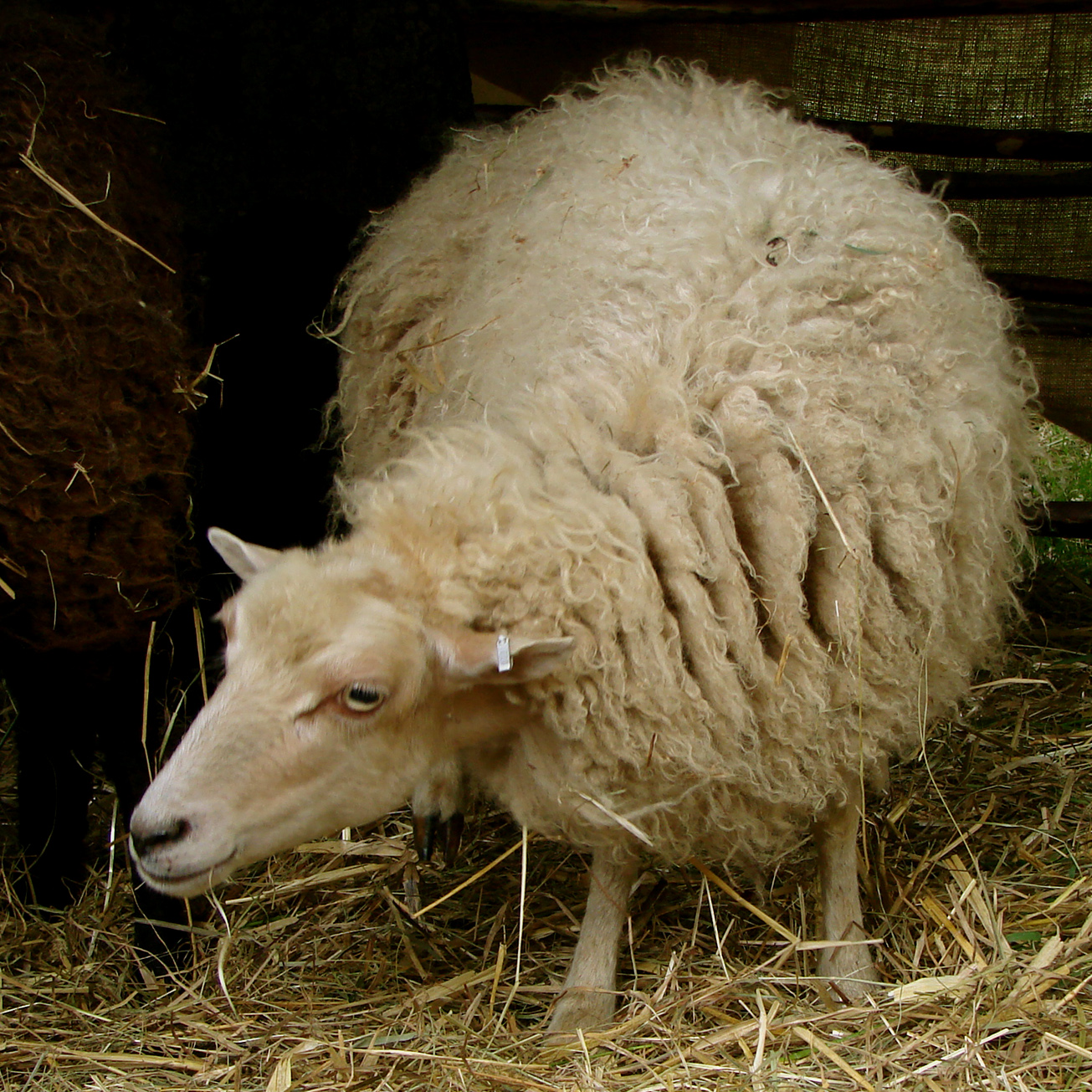
Cừu Ouessant

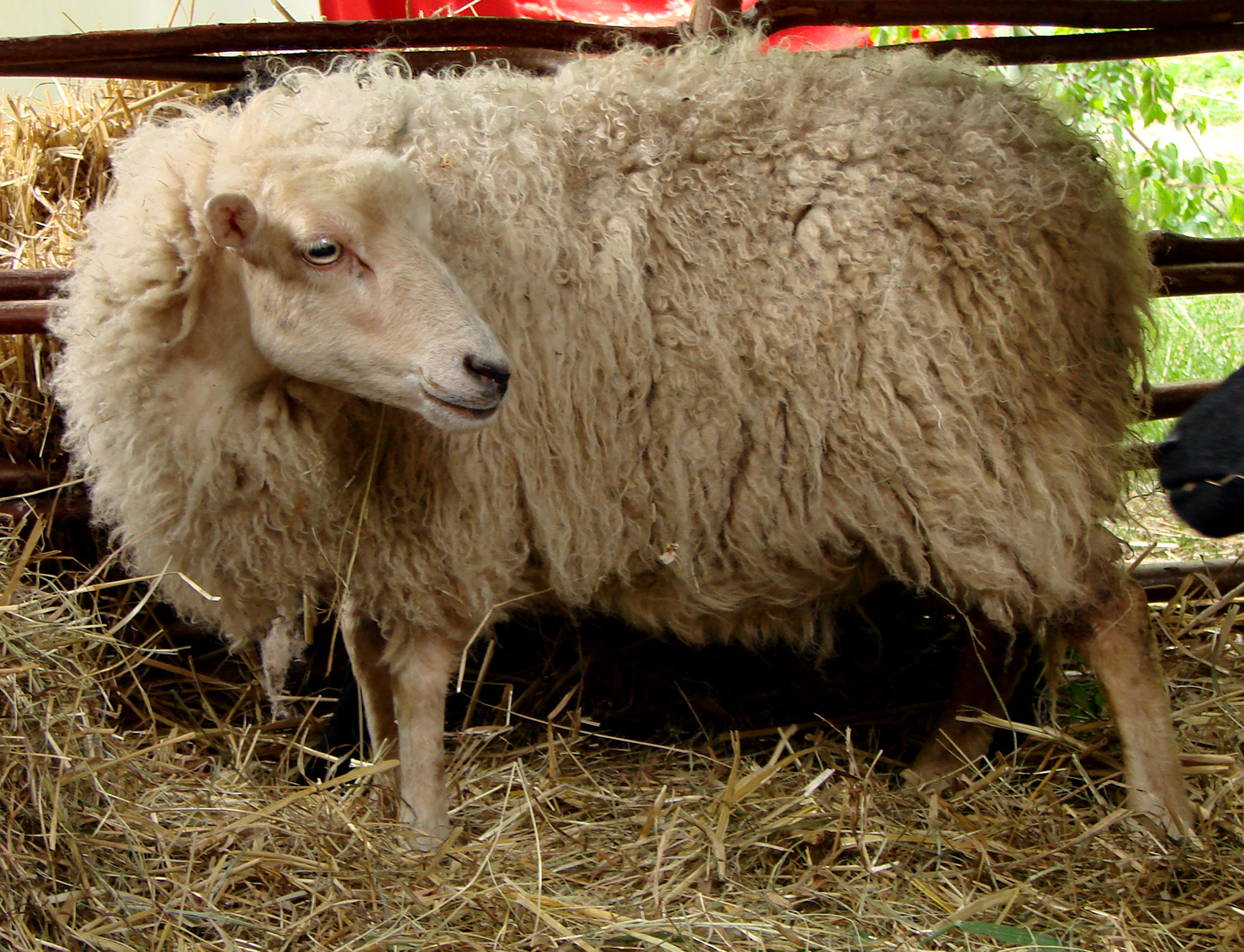

Cừu Ouessant (hoặc cừu Ushant) là một giống cừu nhà từ đảo Ouessant ngoài khơi bờ biển Brittany của nước Pháp. Đây là một trong những giống cừu đuôi ngắn Bắc Âu, cùng với một số loại khác từ Anh quốc, Scandinavia và Đức. Cừu Ouessant được xem là giống cừu nhỏ nhất thế giới, chúng có chiều cao chỉ 45 cm so với những giống cừu khác có chiều cao trung bình từ 60 đến 90 cm.

## Đặc điểm
Cũng đôi khi chúng được gọi cừu lùn Breton, nó là một trong những giống cừu nhỏ nhất trên thế giới. Cừu đực có chiều cao là khoảng 49 cm (19 in) cao vai, và cừu cái khoảng 45 cm (18 in). Chúng hiện đang được nuôi dưỡng trong một số quốc gia châu Âu như Đức, Pháp, và Anh. Tại Bắc Mỹ chúng đang bắt đầu được nuôi ở Massachusetts, và lớn lên ở California.
Hầu hết cừu Ouessant có màu nâu đen hoặc màu tối, nhưng vẫn có các cá thể mang màu lông trắng xảy ra. Các con cừu đực có sừng tương đối lớn, và con cừu cái thì khuyết sừng. Cừu Ouessant tồn tại độc quyền trên từng hòn đảo cho đến đầu thế kỷ 20, và vẫn còn là một điều hiếm có ngày nay. Cừu cái hiếm khi đẻ ra một cặp song sinh, và giống này là chủ yếu được sử dụng cho sản xuất len. Tại Paris, chính quyền thành phố gần đây đã bắt đầu sử dụng một đàn nhỏ của cừu Ouessant để gặm cỏ trên đất công.
Trán chúng phẳng, xương mũi lồi ra, chúng có hố nước mắt, mõm của chúng mỏng, môi hoạt động, răng cửa sắc, nhờ đó chúng có thể gặm được cỏ mọc thấp và bứt được những lá thân cây mềm mại, hợp khẩu vị trên cao để ăn. Chúng có thói quen đi kiếm ăn theo bầy đàn, tạo thành nhóm lớn trên đồng cỏ. Trong da chúng có nhiều tuyến mồ hôi và tuyến mỡ hơn dê. Bởi thế chúng bài tiết mồ hôi nhiều hơn và các cơ quan hô hấp tham gia tích cực hơn vào quá trình điều tiết nhiệt. Mô mỡ dưới da của chúng phát triển tốt hơn dê và ngược lại ở các cơ bên trong của chúng có ít tích lũy mỡ hơn dê. 

## Chăn nuôi
Chúng có tính bầy đàn cao nên dễ quản lý, chúng thường đi kiếm ăn theo đàn nên việc chăm sóc và quản lý rất thuận lợi. Chúng cũng là loài dễ nuôi, mau lớn, ít tốn công chăm sóc. So với chăn nuôi bò thì chúng là vật nuôi dễ tính hơn, thức ăn của chúng rất đa dạng, thức ăn của chúng là những loại không cạnh tranh với lương thực của người. Chúng là động vật có vú ăn rất nhiều cỏ. Hầu hết chúng gặm cỏ và ăn các loại cỏ khô khác, tránh các phần thực vật có gỗ nhiều. Chúng có chế độ hoạt động ban ngày, ăn từ sáng đến tối, thỉnh thoảng dừng lại để nghỉ ngơi và nhai lại. Đồng cỏ lý tưởng cho chúng như cỏ và cây họ Đậu. Khác với thức ăn gia súc, thức ăn chính của chúng trong mùa đông là cỏ khô.
Chúng là loài ăn tạp, có thể ăn được nhiều loại thức ăn bao gồm thức ăn thô xanh các loại như: rơm cỏ tươi, khô, rau, củ quả bầu bí các loại, phế phụ phẩm công nông nghiệp và các loại thức ăn tinh bổ sung như cám gạo ngũ cốc. Mỗi ngày chúng có thể ăn được một lượng thức ăn 15-20% thể trọng. Chúng cần một lượng thức ăn tính theo vật chất khô bằng 3,5% thể trọng. Với nhu cầu 65% vật chất khô từ thức ăn thô xanh (0,91 kg) và 35% vật chất khô từ thức ăn tinh (0,49 kg). Khi cho chúng ăn loại thức ăn thô xanh chứa 20% vật chất khô và thức ăn tinh chứa 90% vật chất khô.
Nguồn nước uống là nhu cầu cơ bản của chúng. Lượng nước cần cho chúng biến động theo mùa và loại và chất lượng thực phẩm mà chúng tiêu thụ. Khi chúng ăn nhiều trong các tháng đầu tiên và có mưa (kể cả sương, khi chúng ăn vào sáng sớm), chúng cần ít nước hơn. Khi chúng ăn nhiều cỏ khô thì chúng cần nhiều nước. Chúng cũng cần uống nước sạch, và có thể không uống nếu nước có tảo hoặc chất cặn. Trong một số khẩu phần ăn của chúng cũng bao gồm các khoáng chất, hoặc trộn với lượng ít.

## Chăm sóc
Sau khi cho phối giống 16-17 ngày mà không có biểu hiện động dục lại là có thể cừu đã có chửa, Căn cứ vào ngày phối giống để chuẩn bị đỡ đẻ cho cừu (thời gian mang thai của cừu 146-150 ngày) nhằm hạn chế cừu sơ sinh bị chết; Có thể bồi dưỡng thêm thức ăn tinh và rau cỏ non cho cừu có chửa nhưng tuyệt đối tránh thức ăn hôi mốc; Khi có dấu hiệu sắp đẻ (bầu vú căng, xuống sữa, sụt mông, âm hộ sưng to, dịch nhờn chảy ra, cào bới sàn…) nên nhốt ở chuồng riêng có lót ổ rơm và chăn dắt gần, tránh đồi dốc.
Thông thường cừu mẹ nằm đẻ nhưng cũng có trường hợp đứng đẻ, tốt nhất nên chuẩn bị đỡ đẻ cho cừu; Sau khi đẻ cừu mẹ tự liếm cho con. Tuy nhiên, vẫn phải lấy khăn sạch lau khô cho cừu con, nhất là ở miệng và mũi cho cừu con dễ thở. Lấy chỉ sạch buộc cuống rốn (cách rốn 4–5 cm), cắt cuống rốn cho cừu con và dùng cồn Iod để sát trùng; Giúp cừu con sơ sinh đứng dậy bú sữa đầu càng sớm càng tốt (vì trong sữa đầu có nhiều kháng thể tự nhiên); Đẻ xong cho cừu mẹ uống nước thoải mái (có pha đường 1% hoặc muối 0.5%).
Khi mới sinh những con cừu có cân nặng trung bình từ 3–5 kg. Nếu cân nặng dưới 3 kg, cừu con khó lòng sống sót. Cừu con trong 10 ngày đầu sau khi đẻ cừu con bú sữa mẹ tự do; Từ 11-21 ngày tuổi cừu con bú mẹ 3 lần/ngày, nên tập cho cừu con ăn thêm thức ăn tinh và cỏ non, ngon; 80-90 ngày tuổi có thể cai sữa. Giai đoạn này phải có cỏ tươi non, ngon cho cừu con để kích thích bộ máy tiêu hóa phát triển (đặc biệt là dạ cỏ) và bù đắp lượng dinh dưỡng thiếu hụt do sữa mẹ cung cấp không đủ; Cừu sinh trưởng và phát triển nhanh, mạnh ở giai đoạn này.

## Kỷ lục
Tinker Bell thuộc giống cừu này được xem là chú cừu nhỏ nhất thế giới khi nặng có 0,9 kg. Tinker Bell được sinh ra tại trang trại Adventure Valley ở Durham, nước Anh vào tuần trước. Chú cừu giống Ouessant này nặng có 0,9 kg và dài 25 cm. Vì được sinh sớm hai tuần nên Tinker Bell rất yếu. Chú không thể tự đứng được và chị Janine Calzini – chủ trang trại, cứ 3 tiếng lại phải cho chú bú bình 1 lần. Trước đó, Bobby được ghi nhận là chú cừu nhỏ nhất thế giới với cân nặng gần 1 kg. Bobby được sinh tại một trang trại ở West Sussex vào tháng 4 năm ngoái nhưng chú đã qua đời sau đó không lâu.